# Carlo Bonone

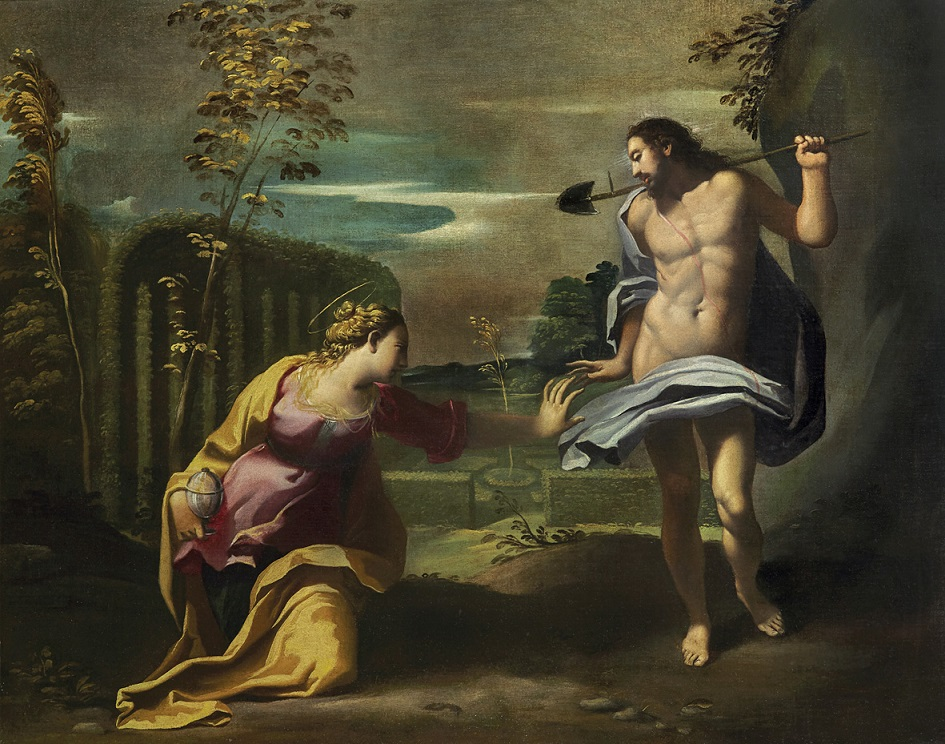
Carlo Bonone, Noli me tangere. Öl auf Leinwand, cm 69 × 91. Privatsammlung

Carlo Bonone oder Bononi (* 1569? in Ferrara; † 3. September 1632 ebenda) war ein italienischer Maler des Manierismus.

## Leben
Carlo wurde in Ferrara geboren, war ein rastloser Experimentator und ein unermüdlicher Reisender. In Quellen aus dem 18. Jahrhundert wird ein Geburtsdatum von 1569 angegeben, das jedoch von neueren Studien in Frage gestellt wird, denen zufolge der Künstler etwa zehn Jahre später geboren worden sein könnte.

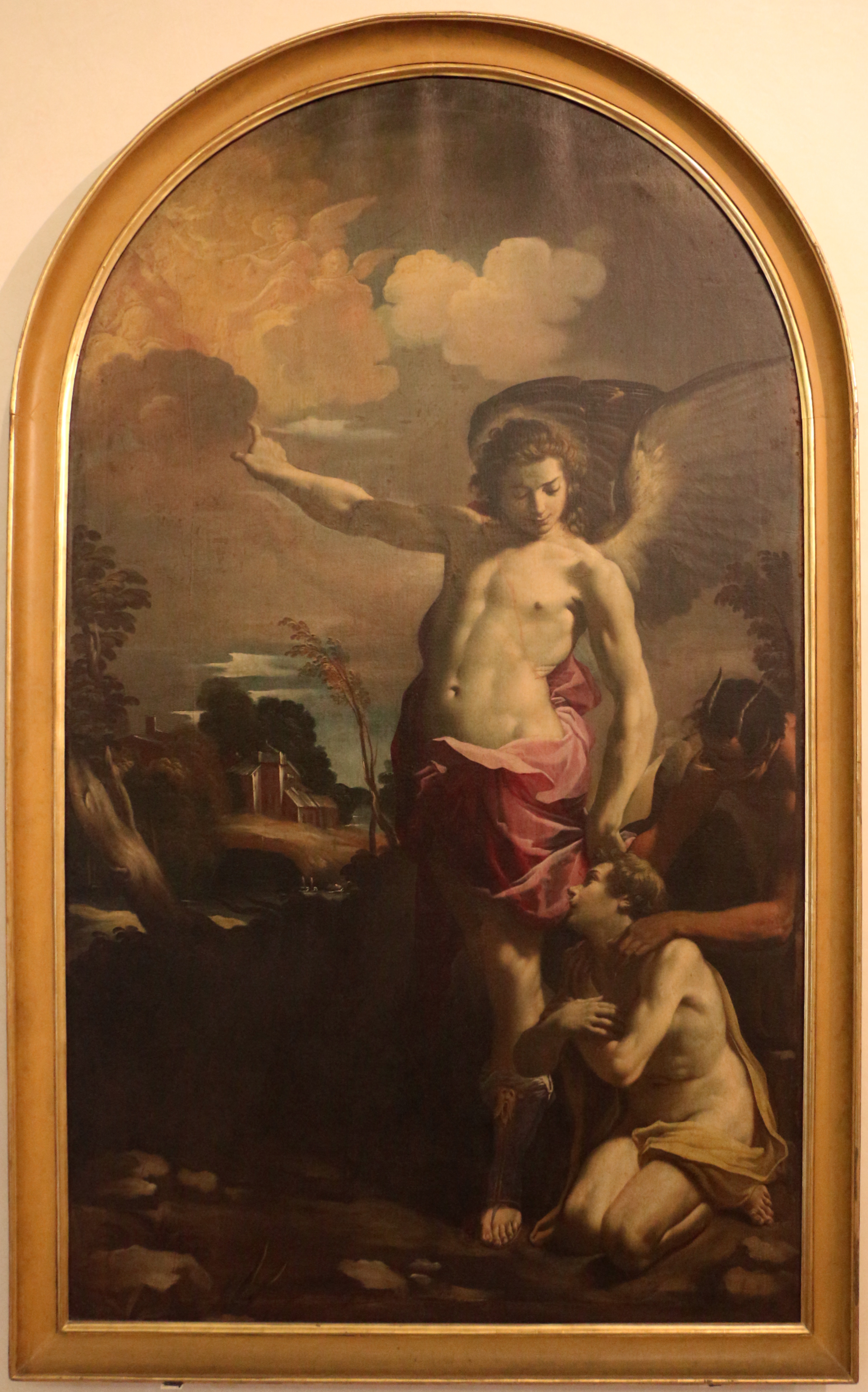
Carlo Bonone, Der Schutzengel, Palazzo dei Diamanti, Ferrara

Er schuf für kirchliche und weltliche Auftraggeber in Italien, von Ligurien bis Trentino, von der Emilia bis zu den Marken und Umbrien, und erlangte einen diskreten Ruhm, der ihn zu einem der bedeutendsten Maler der Schule von Ferrara machte.
Der Überlieferung nach erhielt er seine künstlerische Ausbildung bei Giuseppe Mazzuoli, genannt Bastarolo, aber auch diese Information ist wissenschaftlich nicht eindeutig zu belegen. Gegen Ende des 16. Jahrhunderts lernte er die Bologneser Schule kennen und schätzen, mit der er lange Zeit in Kontakt blieb, auch dank seiner Arbeiten in der Kirche San Salvatore in Bologna um das zweite Jahrzehnt des 17. Jahrhunderts, die seine Carracci-Ableitungen hervorheben.
Zu Beginn des 17. Jahrhunderts zog Bonone jedoch nach Rom, wo er während seines Aufenthalts von den Werken Caravaggios beeinflusst wurde, von denen er mehrere Kopien anfertigte, darunter das San Giovannino und die Kreuzabnahme. Von Caravaggios Einflüssen distanzierte sich Bononi durch sein Streben nach einer fabelhaften Welt von unrealistisch kontrastreicher Leuchtkraft.
In seiner späteren künstlerischen Phase, während seines Aufenthalts in Fano, arbeitete er in der Basilika von San Paterniano, wo er Elemente des Spätmanierismus hervorhob und mit Neuerungen verschönerte, die die Barockkunst vorwegnahmen, was in den Geschichten von San Paterniano gipfelte. Ein charakteristisches Merkmal seiner Werke ist die emotionale Energie, die von jeder Figur und jeder Komposition ausgeht. Bonone war auch ein großer Naturalist, denn in seinen Werken, wie dem Wunder von Soriano oder dem Schutzengel, tritt das Sakrale in Dialog mit der alltäglichen Realität, die religiösen Figuren sind gleichzeitig real und menschlich.
In den 1620er Jahren entstanden seine bedeutendsten Werke in Ferrara in der Kirche Santa Maria in Vado und in Reggio nell’Emilia im Tempio della Beata Vergine della Ghiara und zeigten Öffnungen zu Guercino und Giovanni Lanfranco. In seinen letzten Werken zeigte er eine Tendenz zur Romantik, die ihn gewissermaßen zu einem Anhänger von Ferrareser malerischer Motiven, die auf Dosso Dossi zurückzuführen sind.
Zu seinen Schülern zählen: Alfonso Rivarola (der Chenda), Giovanni Battista dalla Torre und Camillo Berlinghieri. Sein Enkel und Erbe, Lionello Bononi, war ebenfalls ein Maler.

## Bilder

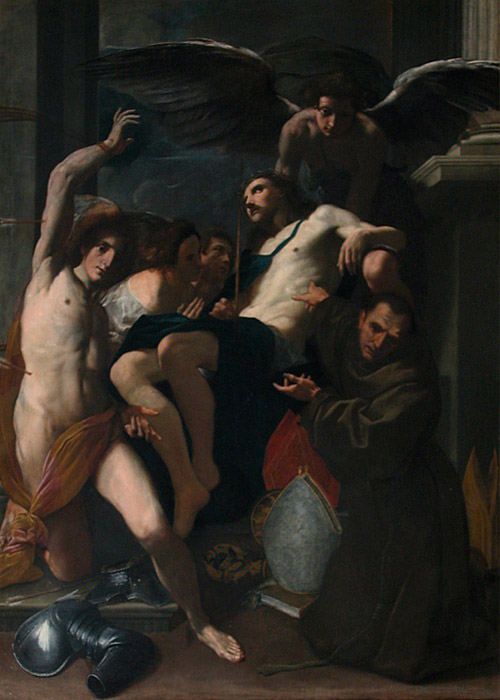
Von Engeln angebeteter Christus zwischen den Heiligen Sebastian und Bonaventura, 1610, Louvre
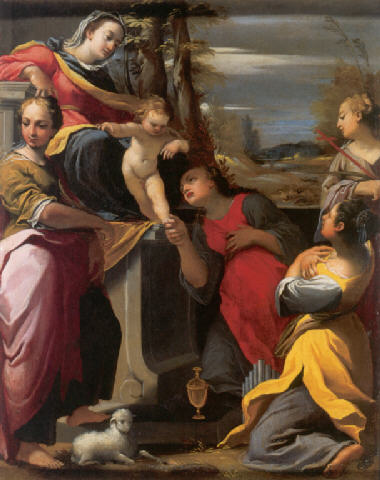
Thronende Madonna mit Kind und den Heiligen Agnes, Maria Magdalena, Cäcilia und Margareta
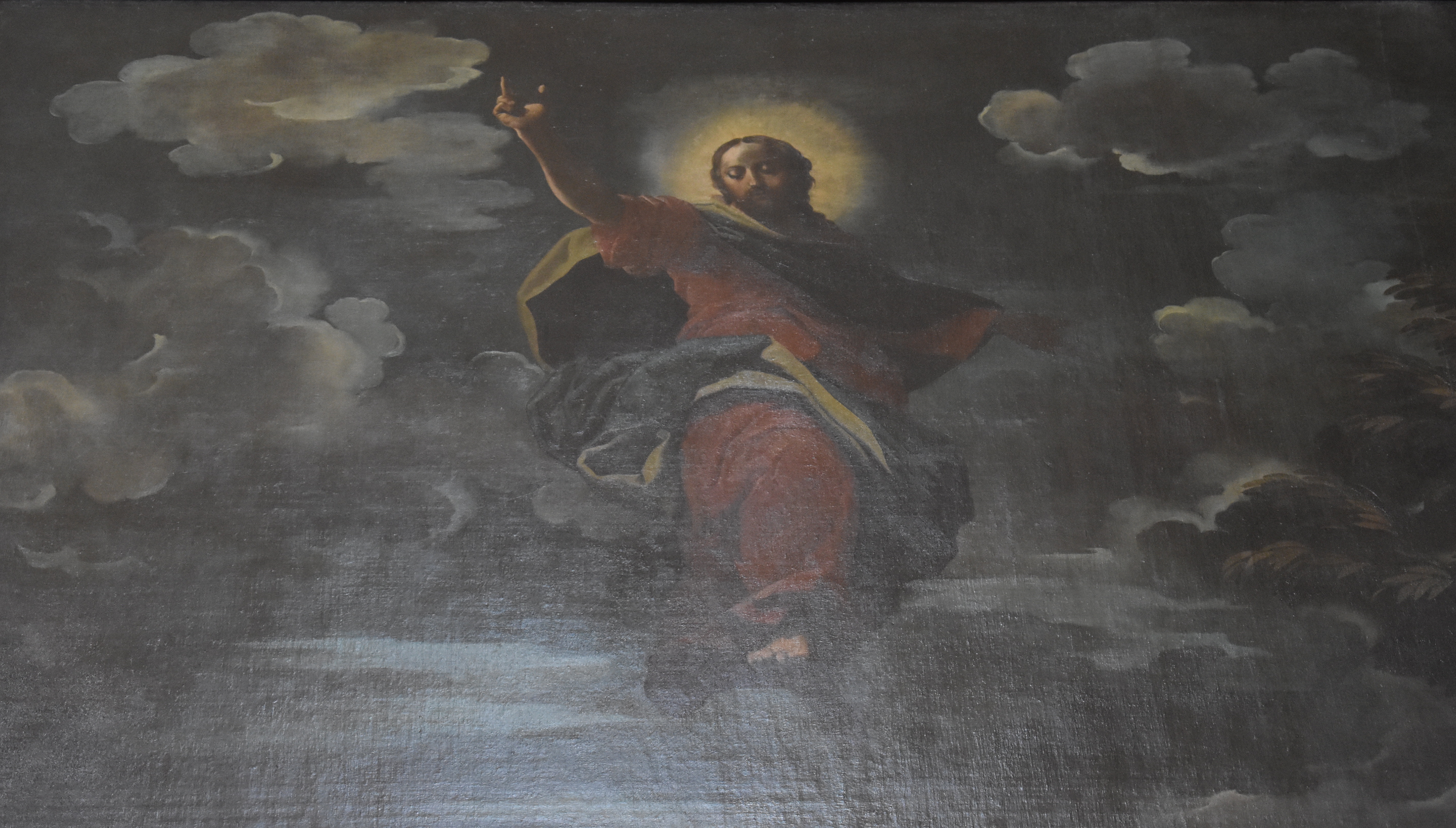
Christi Himmelfahrt, Kirche San Salvatore, Bologna
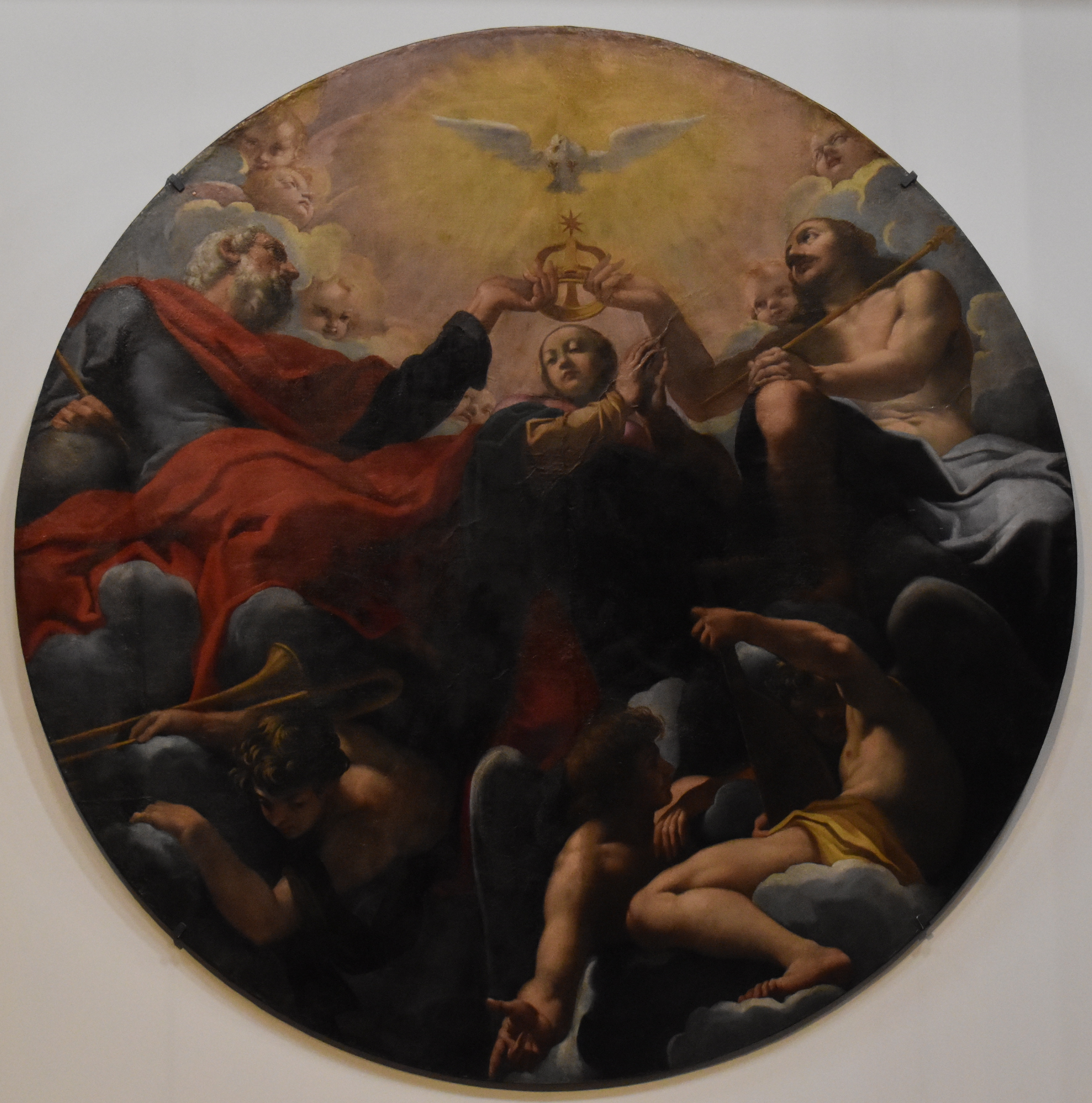
Krönung der Jungfrau, Decke der Kirche Santa Maria in Vado, Ferrara

## Werke (Auswahl)
- Verkündigung, Kirche von San Bartolomeo, Modena
- Martyrium des Heiligen Paulus, Schloss Weißenstein, Pommersfelden
- Thronende Madonna mit Kind zwischen den Heiligen Georg und Maurelius, 1602–1604, Museum für Kunstgeschichte, Wien[6]
- Wunder des Heiligen Gualbert, Kirche Sant’Orsola, Mantua
- Santa Chiara con l’ostensorio mette in fuga i saraceni, 1614–1616, Öl auf Leinwand, Museo di Palazzo Ducale, Mantua[7]
- Himmelfahrt Christi, 1617, Kirche San Salvatore, Bologna[8]
- Glorie des Heiligen Namens oder Feier des Namens Gottes, Ölfresko, Apsis, 1617–1620/21, Kirche Santa Maria in Vado, Ferrara
- Zweite Kapelle der vier Kapellen, Tempio della Beata Vergine della Ghiara, 1622, Reggio nell’Emilia
- Der heilige Ludwig von Toulouse, der für das Ende der Seuchen betet, Kunsthistorisches Museum, Wien
- Unsere Liebe Frau von Loreto erscheint den Heiligen Johannes dem Evangelisten, Bartholomäus und Jakobus dem Größeren, Öl auf Leinwand, um 1620, Musée des Augustins, Toulouse
- Der Schutzengel, Öl auf Leinwand, 1620, Pinacoteca Nazionale di Ferrara, Ferrara[9]
- Sankt Sebastian und der Engel, Öl auf Leinwand, 1620, Musée des Beaux-Arts, Straßburg
- Anbetung der Könige, Sankt Peter, Sankt Paul (zugeschrieben), Kirche San Giorgio, Trecenta[10]
- Convito di Assuero, Öl auf Leinwand, um 1620, Kirche San Giovanni Evangelista, Ravenna.